# Parabuthus brevimanus
Espèce
Synonymes
- Buthus brevimanus Thorell, 1876
- Parabuthus cristatus Pocock, 1901

Parabuthus brevimanus est une espèce de scorpions de la famille des Buthidae.

## Distribution
Cette espèce se rencontre en Afrique du Sud, en Namibie et en Angola.

## Description
Le mâle syntype mesure 42 mm et la femelle syntype 50 mm.

## Systématique et taxinomie
Cette espèce a été décrite sous le protonyme Buthus brevimanus par Thorell en 1876. Elle est placée dans le genre Parabuthus par Pocock en 1895.

## Publication originale
- Thorell, 1876 : « Études Scorpiologiques. » Atti della Societa Italiana di Scienze Naturali, vol. 19, p. 75–272 (texte intégral).